# Elezioni regionali in Toscana del 1990
Le elezioni regionali in Toscana del 1990 si tennero il 6-7 maggio.

## Risultati elettorali
| Liste                                                  | Voti      | %     | Seggi |
| ------------------------------------------------------ | --------- | ----- | ----- |
| Partito Comunista Italiano (PCI)                       | 986.513   | 39,81 | 22    |
| Democrazia Cristiana (DC)                              | 642.623   | 25,93 | 14    |
| Partito Socialista Italiano (PSI)                      | 337.719   | 13,63 | 6     |
| Lista Verde - Verdi Arcobaleno                         | 93.945    | 3,79  | 2     |
| Partito Repubblicano Italiano (PRI)                    | 85.784    | 3,46  | 1     |
| Movimento Sociale Italiano - Destra Nazionale (MSI-DN) | 82.295    | 3,32  | 1     |
| Caccia Pesca Ambiente (CPA)                            | 76.202    | 3,07  | 1     |
| Partito Socialista Democratico Italiano (PSDI)         | 39.863    | 1,61  | 1     |
| Democrazia Proletaria (DP)                             | 26.805    | 1,08  | 1     |
| Partito Liberale Italiano (PLI)                        | 25.872    | 1,04  | 1     |
| Antiproibizionisti sulla Droga                         | 24.024    | 0,97  | -     |
| Verdi Progresso                                        | 20.692    | 0,83  | -     |
| Lega Nord Toscana (LN)                                 | 20.657    | 0,83  | -     |
| Lista Pensionati                                       | 11.753    | 0,47  | -     |
| Lista Locale                                           | 3.420     | 0,14  | -     |
| Totale                                                 | 2.478.167 |       | 50    |

| Riepilogo dei seggi | Riepilogo dei seggi | Riepilogo dei seggi | Riepilogo dei seggi | Riepilogo dei seggi | Riepilogo dei seggi | Riepilogo dei seggi |
| ------------------- | ------------------- | ------------------- | ------------------- | ------------------- | ------------------- | ------------------- |
|                     |                     |                     |                     |                     |                     |                     |
| DP                  | 1                   | ━                   |                     | PCI                 | 22                  | ▼ 3                 |
| PSI                 | 6                   | ▲ 1                 |                     | PSDI                | 1                   | ━                   |
| LV - VA             | 2                   | ▲ 1                 |                     | CPA                 | 1                   | Nuovo               |
| PRI                 | 1                   | ━                   |                     | DC                  | 14                  | ━                   |
| PLI                 | 1                   | ▲ 1                 |                     | MSI-DN              | 1                   | ▼ 1                 |

## Affluenza alle urne
L'affluenza definitiva è stata pari al 89,62%, per un totale di 2.662.158 votanti su 2.970.377 cittadini elettori (la prima volta che la percentuale di votanti sia scesa sotto la soglia del 90%).
| Provincia     | Affluenza |
| ------------- | --------- |
| Toscana       | 89,62%    |
| Arezzo        | 91,40%    |
| Firenze       | 89,34%    |
| Grosseto      | 90,36%    |
| Livorno       | 88,55%    |
| Lucca         | 87,10%    |
| Massa-Carrara | 87,76%    |
| Pisa          | 90,99%    |
| Pistoia       | 90,29%    |
| Siena         | 92,13%    |

## Consiglieri eletti
| Collegio      | Lista                                         | Eletto                  |
| ------------- | --------------------------------------------- | ----------------------- |
| Firenze       | Partito Comunista Italiano                    | Michele Ventura         |
| Firenze       | Partito Comunista Italiano                    | Eliana Monarca          |
| Firenze       | Partito Comunista Italiano                    | Romano Boretti          |
| Firenze       | Partito Comunista Italiano                    | Antonio Morettini       |
| Firenze       | Partito Comunista Italiano                    | Alberto Bencistà        |
| Firenze       | Partito Comunista Italiano                    | Simone Siliani          |
| Firenze       | Partito Comunista Italiano                    | Silvano Calugi          |
| Firenze       | Partito Comunista Italiano                    | Riccardo Bicchi         |
| Firenze       | Democrazia Cristiana                          | Francesco Bosi          |
| Firenze       | Democrazia Cristiana                          | Paolo Bartolozzi        |
| Firenze       | Democrazia Cristiana                          | Angelo Passaleva        |
| Firenze       | Democrazia Cristiana                          | Rinaldo Innaco          |
| Firenze       | Partito Socialista Italiano                   | Alberto Magnolfi        |
| Firenze       | Partito Socialista Italiano                   | Paolo Benelli           |
| Firenze       | Partito Repubblicano Italiano                 | Stefano Passigli        |
| Firenze       | Verdi                                         | Angelo Baracca          |
| Firenze       | Movimento Sociale Italiano - Destra Nazionale | Riccardo Migliori       |
| Firenze       | Caccia Pesca Ambiente                         | Carlo Maltagliati       |
| Firenze       | Partito Socialista Democratico Italiano       | Claudio Alvaro Carosi   |
| Arezzo        | Partito Comunista Italiano                    | Tito Barbini            |
| Arezzo        | Partito Comunista Italiano                    | Maria Grazia Mammuccini |
| Arezzo        | Democrazia Cristiana                          | Girolamo Presentini     |
| Grosseto      | Partito Comunista Italiano                    | Mauro Ginnaneschi       |
| Grosseto      | Democrazia Cristiana                          | Gabriele Bellettini     |
| Livorno       | Partito Comunista Italiano                    | Paolo Benesperi         |
| Livorno       | Partito Comunista Italiano                    | Mariangela Arnavas      |
| Livorno       | Partito Comunista Italiano                    | Vittorio Cioni          |
| Livorno       | Democrazia Cristiana                          | Giorgio Kutufà          |
| Livorno       | Partito Socialista Italiano                   | Giovanni Fratini        |
| Lucca         | Democrazia Cristiana                          | Giuseppe Bicocchi       |
| Lucca         | Democrazia Cristiana                          | Glauco Moscardini       |
| Lucca         | Partito Comunista Italiano                    | Marco Marcucci          |
| Lucca         | Partito Socialista Italiano                   | Paolo Giannarelli       |
| Lucca         | Verdi                                         | Claudio Del Lungo       |
| Massa-Carrara | Partito Comunista Italiano                    | Angelo Fruzzetti        |
| Massa-Carrara | Democrazia Cristiana                          | Fabrizio Geloni         |
| Massa-Carrara | Partito Socialista Italiano                   | Luigi Badiali           |
| Pisa          | Partito Comunista Italiano                    | Fabrizio Franceschini   |
| Pisa          | Partito Comunista Italiano                    | Patrizia Dini           |
| Pisa          | Democrazia Cristiana                          | Piero Pizzi             |
| Pisa          | Democrazia Cristiana                          | Vincenzo Turini         |
| Pisa          | Partito Socialista Italiano                   | Giacomino Granchi       |
| Pistoia       | Partito Comunista Italiano                    | Vannino Chiti           |
| Pistoia       | Partito Comunista Italiano                    | Simonetta Pecini        |
| Pistoia       | Democrazia Cristiana                          | Massimo Braccesi        |
| Siena         | Partito Comunista Italiano                    | Moreno Periccioli       |
| Siena         | Partito Comunista Italiano                    | Oriano Cappelli         |
| Siena         | Democrazia Cristiana                          | Gian Mario Carpi        |